# هيلدر جودينهو
هيلدر جودينهو هو لاعب كرة قدم برتغالي في مركز حراسة المرمى، ولد في 8 سبتمبر 1977 في كوفيليا في البرتغال. لعب مع أونياو ليريا وديبورتيفو داس أيفيس ونادي براشوف ونادي سانتا كلارا ونادي فييرينسي.

## وصلات خارجية
- هيلدر جودينهو على موقع قاعدة بيانات كرة القدم.إي يو (الإنجليزية)
- هيلدر جودينهو على موقع Soccerway.com (الإنجليزية)